# Cantinflas (película)
Cantinflas es una película biográfica mexicana dirigida por el cineasta mexicano Sebastián del Amo, graduado del Centro de Capacitación Cinematográfica de la Ciudad de México. La película fue elegida por la Academia Mexicana de Artes y Ciencias Cinematográficas (AMACC) para representar a México en los Premios Óscar 2015, en su entrega 87.º, en la categoría de Mejor película extranjera, contienda en la cual no logró clasificar entre las nueve precandidatas.
Narra la vida de Mario Moreno, pero desde un punto de vista dramático, siendo una crestomatía de su vida. El filme esta narrado en tercera persona omnisciente con una estructura narrativa lineal que se adapta a un filme biográfico.

## Sinopsis
Mike Todd, como el extravagante productor reconocido en Broadway que es, desea sacudir Hollywood con sus nuevas ideas. Para ello pretende realizar La vuelta al mundo en ochenta días, un proyecto que en su época suena muy descabellado; se encuentra en una encrucijada donde su idea corre peligro. Mario Moreno es un comediante mexicano que quiere ganarse la vida y el respeto de los demás. Por azares del destino llegan a ser socios, pero nunca se imaginaron que este proyecto pasaría a la historia del cine mundial.
Mario empieza a desarrollar su personaje Cantinflas, que enamoraría a Mike Todd. El destino cruzó sus caminos en el momento exacto para los proyectos de ambos; en una aventura de victorias y derrotas, logran terminar una película que les haría ganar cinco Premios Óscar y un Globo de Oro. Como resultado de este suceso se crea uno de los personajes más icónicos del cine mexicano, y uno de los más importantes a nivel mundial. Si había un comediante que Chaplin disfrutara, tendría que ser Cantinflas. Este filme es una biografía de Mario Moreno en el proceso de creación de su alter ego Cantinflas, la historia jamás contada, en la cual es visto más allá de un personaje, como una persona que se enamora y sufre. Su camino de carpas a las luces de Hollywood.

## Elenco
- Óscar Jaenada - Mario Moreno "Cantinflas"
- Michael Imperioli - Michael Todd
- Ilse Salas - Valentina Ivanova
- Luis Gerardo Méndez - Estanislao Schilinsky
- Carlos Aragón - Gabriel Figueroa
- Ximena González Rubio - María Félix
- Julio Bracho - Jorge Negrete
- Giovanna Zacarías - Gloria Marín
- Joaquín Cosío - Emilio "El indio" Fernández
- Ana Layevska - Miroslava Stern
- Bárbara Mori - Liz Taylor
- Teresa Ruíz - Meche Barba
- Gabriela de la Garza - Olga Ivanova
- Esteban Soberanes - Manuel Medel
- Jessica Gocha - Dolores del Río
- Diana Lein - Fanny Kaufman «Vitola»
- Cassandra Ciangherotti - Estela Pagola
- José Sefami - Diego Rivera
- Eugenio Bartilotti - Juan Bustillo Oro
- Otto Sirgo - Andrés Soler
- Adal Ramones - Fernando Soto "Mantequilla"
- Rodrigo Murray - Jorge Mondragón[5]
- Lalo España - Alejandro Galindo[6]
- Moisés Arizmendi - Miguel M. Delgado
- Javier Gurruchaga - José Furstenberg[7]
- Roberto Sosa - Agustín Lara[8]
- Carlos Millet - Manuel Ávila Camacho
- Mario Iván Martínez - Robert
- Pedro de Tavira - David Niven
- Juan Carlos Colombo - Don José[4]
- Jorge Zárate - Fidel Velázquez
- Rafael Amaya - Frank Sinatra
- Jon Ecker - Marlon Brando
- Iván Arana - Pedro Armendáriz

## Premios y nominaciones
Premio Ariel
Galardonada a: 
- Ariel al Mejor Diseño de Arte: Christopher Lagunes
- Ariel al Mejor Vestuario: Gabriela Fernández
- Ariel al Mejor Maquillaje: Mari Paz Robles

Nominada a:
- Ariel al Mejor Actor: Óscar Jaenada
- Ariel a los Mejores Efectos Visuales: Marco Rodríguez

Premio Cinematográfico José María Forqué
Nominada a:
- Mejor Largometraje Latinoamericano

Premio Diosas de Plata
Ganadora a:
- Mejor Canción Original para Cine: <<Ríete de amor hasta que mueras>> •Música y Letra: Aleks Syntek

Nominada a: 
- Mejor actriz: Ilse Salas
- Mejor coactuación masculina: Luis Gerardo Méndez

Premios Platino
- Premio Platino 2015 a la Mejor Interpretación Masculina: Oscar Jaenada

## Aceptación
Cantinflas  tiene aceptaciones encontradas. Ha despertado polémica debido a que Mario Moreno es interpretado por un actor español (Óscar Jaenada), dando pauta a críticas malinchistas dirigidas al director y la película.
El filme se presentó con fines de lucro en el Festival Internacional de Cine de Guadalajara al igual que en Cannes en un rubro llamado “Marché du film” que se celebra paralelamente con el Festival Internacional de Cannes.
“Se presentó dos días la película, dentro del mercado de distribución de Cannes, y tuvo buena respuesta por lo que he leído en la prensa, gustó mucho y se han interesado en ella.” (Sebastián del Amo a la prensa)

## Críticas hacia la película
La película contiene varios errores de inexactitud histórica durante la etapa que transcurre en 1955, como la mención durante la narración inicial de que Douglas Fairbanks ya no era socio de United Artists sin tomar en cuenta que el actor había muerto en 1939. En una escena que tiene lugar en Hollywood aparece un actor haciendo el papel de Charles Chaplin aunque el comediante inglés había abandonado los Estados Unidos desde 1952 y desde entonces se le revocó el permiso para regresar a dicho país.         